# Flaggenschwänze
Die Flaggen- oder Fahnenschwänze (Kuhlia) sind eine Fischgattung aus der Ordnung der Sonnenbarschartigen (Centrarchiformes). Eine Art lebt im östlichen Atlantik, alle anderen im Indopazifik. Gattung und Familie wurden nach dem deutschen Zoologen Heinrich Kuhl (1797–1821) benannt.

## Merkmale
Flaggenschwänze haben meist einen silberfarbenen, seitlich abgeflachten Körper. Nur der Schwanz ist durch ein Streifenmuster gezeichnet. Die Fische werden 11 bis 45 Zentimeter lang. Ihr Maul ist vorstülpbar (protraktil). Kiefer und Gaumen sind mit feinen Zähnen besetzt. Ihre Rückenflosse hat in der Mitte, vor dem weichstrahligen Teil, eine tiefe Einbuchtung. Sie wird von zehn starken Hart- und 9 bis 12 Weichstrahlen gestützt. Die Afterflosse hat drei Hart- und 9 bis 13 Weichstrahlen. Beide können in Schuppenscheiden zurückgelegt werden. Auf dem Kiemendeckel finden sich zwei Stacheln. Die Anzahl der Wirbel beträgt 25.

## Lebensweise
Oft halten sich die Schwarmfische in Mangroven oder im Gezeitenbereich auf. Jungfische bleiben bei Ebbe oft in kleinen Restwassern zurück. Viele Arten gehen auch in Flussmündungen und in Brackwasser und Kuhlia rupestris ist ein reiner Süßwasserbewohner. Flaggenschwänze fressen in der Nacht und ernähren sich vor allem von kleinen pelagischen Krebstieren.

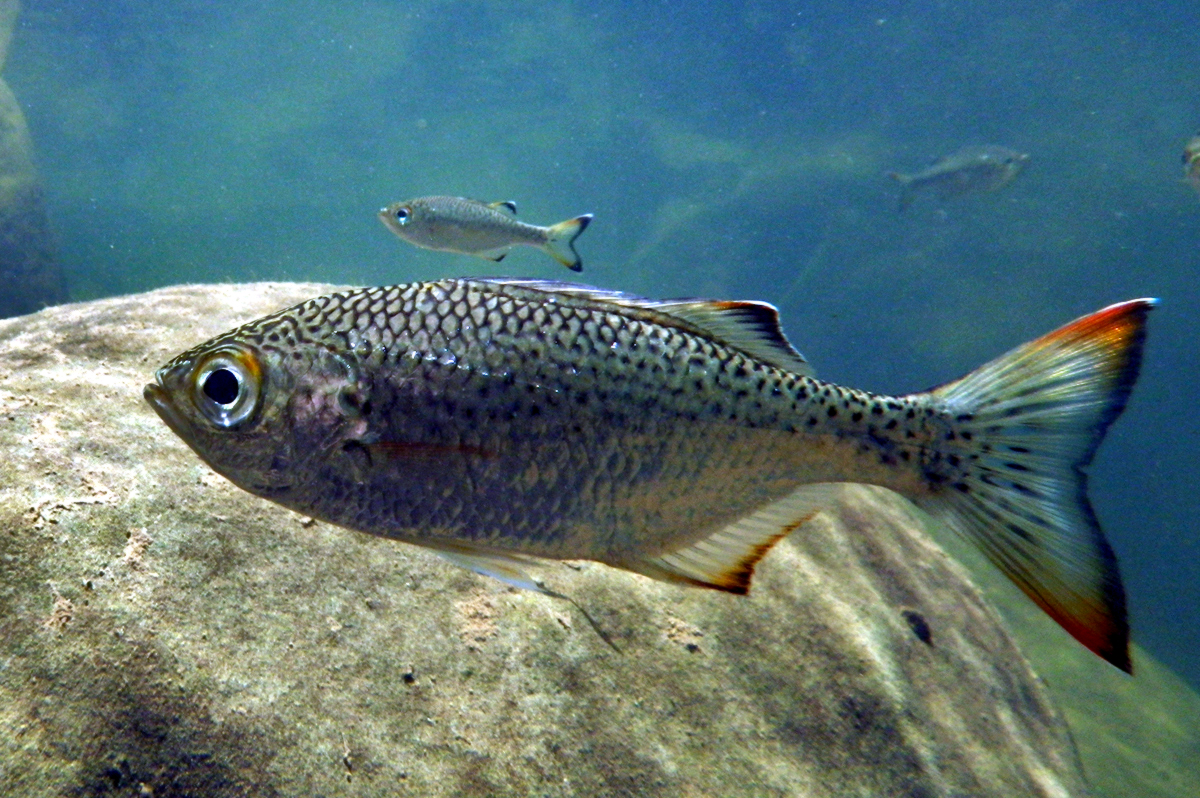
Kuhlia marginata

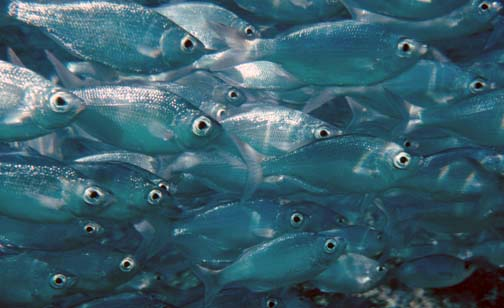
Kuhlia sandvicensis

## Arten
Insgesamt gibt es 13 Arten:
- Kuhlia caudavittata (Lacepède, 1802)
- Kuhlia malo (Valenciennes in Cuvier & Valenciennes, 1831)
- Kuhlia marginata (Cuvier in Cuvier & Valenciennes, 1829)
- Kuhlia mugil (Forster in Bloch & Schneider, 1801)
- Kuhlia munda (De Vis, 1884)
- Kuhlia nutabunda Kendall & Radcliffe, 1912
- Kuhlia petiti Schultz, 1943
- Kuhlia rubens (Spinola, 1807)
- Kuhlia rupestris (Lacepède, 1802)
- Kuhlia salelea Schultz, 1943
- Hawaii-Flaggenschwanz (Kuhlia sandvicensis (Steindachner, 1876))
- Kuhlia sauvagii Regan 1913
- Kuhlia xenura (Jordan & Gilbert, 1882)